# Ҧ
Ҧ, ҧ (П с крюком посередине) — буква расширенной кириллицы. Использовалась в абхазском языке для обозначения согласного звука [pʰ]. С 1998 года заменена на Ԥ.
В абхазской латинице передавалась как p, ṕ, ṗ или ph, в грузинском варианте — как ფ.
Изобретена в 1844 году российским академиком финского происхождения Андреасом Шёгреном и впоследствии введена в состав письменности осетинского языка, где просуществовала до перехода на латиницу в 1923 году, обозначая абруптивный [pʼ] (изначально — придыхательный [pʰ]). В грузинском алфавите ей соответствовала პ, в современной кириллице заменена на пъ.